# Viaducto de Trapagaran
El viaducto de Trapagaran es un puente situado en la periferia de la ciudad de Bilbao, en el País Vasco. Este puente tiene por objeto conectar la A-8 a la Variante Sur Metropolitana. Está situado en una zona industrial lo que obliga a considerar la estética, el trazado y las afecciones, además del coste económico. La obra consta de tres partes:
- Ramales de acceso: zona donde los diferentes ramales se sitúan en diferentes tableros.
- Zona de transición: esta zona está caracterizada por la unión de los cuatro ramales en un solo tablero que caracteriza el viaducto de Traparagan.
- Viaducto principal: viaducto de tres calzadas sobre un único tablero.

## Diseño
La obra entera se ha diseñado para un plazo de ejecución de 32 meses con varios criterios. El primero la uniformidad de la obra y el segundo buscar la solución óptima al problema que plantea tener un polígono industrial situado alrededor. Este problema puede entenderse como el perjuicio que ocasiona unas obras cercanas a las empresas de alrededor; la influencia que tienen estas obras, que conectan ramales de entrada y salida a la ciudad, sobre la movilidad; la estética dado que será un elemento muy visualizado y la integración en el entorno por medio de un trazado adecuado. Todo esto sin dejar de lado el aspecto económico.

### Viaducto principal
El viaducto principal tiene un diseño de curva-contracurva con radios mínimos de 500 metros y peraltes de hasta 8 %. Esta obra se llega a elevar hasta los 42 metros por encima del suelo. Se caracteriza por una longitud de 670 metros y está diseñado con seis vanos. Uno de 80 metros otro de 90 y los cuatro de en medio de 125 metros. La sección transversal está formada por un núcleo y un tablero que se comportan como una viga continua. 
La sección tiene 35,6 metros de ancho y está formada por una calzada de tres carriles de descenso de 13,5 metros y las otras dos de dos carriles de ascenso de 9,5 metros. Este ancho es constante salvo en la zona más próxima a la zona de transición que aumenta levemente para facilitar la transición de una parte a otra. Esto se traduce únicamente en un aumento del voladizo. 
Respecto al núcleo, es un solo cajón de hormigón pretensado con cinco tipos de tendones. Tiene un canto constante de 5,90 metros y un ancho superior de 19 metros. Esto es porque debido a los grandes peraltes y los cambios de curvatura resulta una solución más adaptada que la habitual de canto variable. El espesor de las almas del cajón varía de 0,60 metros en la mayoría de los vanos hasta 0,90 metros en las secciones de las pilas. Debido a su amplitud, ha sido necesario colocar unas riostras exteriores que conectan por dentro del núcleo con otros de manera que establecen una sección trasversal triangulada. Estas riostras exteriores son pórticos recubiertos de una chapa metálica con una abertura en forma de parábola con el fin de mejorar la estética.
Las pilas consisten en prismas huecos de medidas 8.5x5.10 metros con todos los ángulos redondeados. Este elemento finaliza en un ensanchamiento con dos aparatos de apoyo para sustentar el núcleo. Las cimentaciones son directas salvo en dos pilas intermedias que se han dispuesto encepados sobre 20 pilotes.

### Viaducto de acceso
En esta parte se adopta como solución un tablero mixto con el propósito de disminuir lo máximo posible la influencia sobre el tráfico de la autopista. Está constituido por cuatro ramales de los cuales tres son de ancho fijo (dos de 11.5 y uno de 7.8 metros), y uno es de ancho variable (de 11.80 a 17.40 metros). Las luces entre ellos varían y no guardan relación.
Está compuesto por un cajón metálico de 3.20 metros de canto más una losa de hormigón armado de 30 centímetros, lo que finalmente da un canto total de 3.5 metros.
Las pilas son de sección circular maciza de 2.10 metros de diámetro con cimentación directa.

### Zona de transición
Esta zona, aunque diferente, se puede considerar como el final del viaducto de acceso donde adquiere el diseño del viaducto principal. Es de elevada complejidad ya que se unen diferentes alineaciones y curvaturas con variación del ancho y del canto de la sección e incluso el cambio de cuatro núcleos independientes a uno solo. Además, comporta el paso de una estructura mixta al hormigón pretensado del viaducto principal.
La solución adoptada consiste en pasar de 4 ramales a dos y posteriormente a uno de manera que el voladizo tampoco sea tan grande al principio. Se adopta hormigón pretensado por cuatro familias de tendones que si sitúan por las almas de los cajones con trazados parabólicos.
A medida que los voladizos se alejan del viaducto principal y se acercan a los ramales se van reduciendo y las riostras laterales se aproximan al alma de los cajones hasta tener finalmente una función decorativa.
Esta zona se sitúa entre la pila cero del viaducto principal y tres pilas prismáticas rectangulares con los costados redondeados haciendo desaparecer los ángulos. Miden 2.20x4.40 metros. La cimentación en este caso es directa.

## Proceso constructivo

### Viaducto principal
La construcción se realiza en dos fases. En la primera se ejecuta el núcleo central avanzando simétricamente desde las pilas por medio de voladizos con dovelas de 5 metros de longitud. Solo en los últimos metros de los vanos exteriores la cimbra se apoyó en el terreno. Para la construcción de estas dovelas, se ponen sobre las pilas unas plataformas con las que se crean las dovelas superiores de las pilas y a partir de estas últimas con carros de avance se realizan el resto. Se llegaron a usar seis carros. Las riostras interiores se ponen después de esta construcción para no dificultar el avance. 
Una vez ejecutado todo el núcleo, con grúas que se posicionan sobre éste, se montan las riostras laterales que aguantarán el voladizo y las chapas hasta la anchura correspondiente. Una vez realizado el pretensado y puesto el armado se hormigona la losa a partir de tramos con una longitud de 40 metros.
Las pilas se construyen con trepas de cinco metros de altura.